# Sardoides viridicollis
Sardoides viridicollis is een keversoort uit de familie bladkevers (Chrysomelidae). De wetenschappelijke naam van de soort werd in 1895 gepubliceerd door Martin Jacoby.